# موتيساوية
موتيسياوية (الاسم العلمي: Mutisieae) هي قبيلة نباتية تتبع الفصيلة النجمية من رتبة النجميات.

## أجناس
- الموتيسية
- الجربارة